# Balrog
Balrog er et fantasivæsen fra J.R.R. Tolkiens trilogi Ringenes Herre og Silmarillion.
En balrog er en stor dæmon. Oprindeligt var de frie Maiar, men Morgoth forførte dem i sin tjeneste i tiden før den Første Tidsalder.
Den mest grusomme af dem var Gothmog, Herre over alle Balroger, som havde magt lig med den af Sauron i de første tidsaldre. 
I bogen Silmarillion er de Morgoths tjenere og kæmper i alle seks store kampe i Beleriand-krigene og en række andre kampe. Efter Morgoth blev væltet i det Store Slag af Valarne, gemte de sig i Angbands dybe tunneler. Troldmanden Gandalf kommer i kamp med en balrog ved navn Durin's Bane i forbindelse med, at eventyrets helte rejser gennem Moria. Gandalf og balroggen kæmper en grusom kamp, og Gandalf får ved hjælp af en trylleformular smidt balroggen ned i dybet. Desværre falder Gandalf også selv med ned, og de to kæmper videre i faldet. Gandalf omkommer tilsyneladende under denne kamp, men vender tilbage som Gandalf den hvide, den stærkeste af alle troldmænd. 
| Fiktion | Spire Denne artikel om en historie eller noget fiktivt er en spire som bør udbygges. Du er velkommen til at hjælpe Wikipedia ved at udvide den. |